# 普沃茨克省 (1495年—1793年)

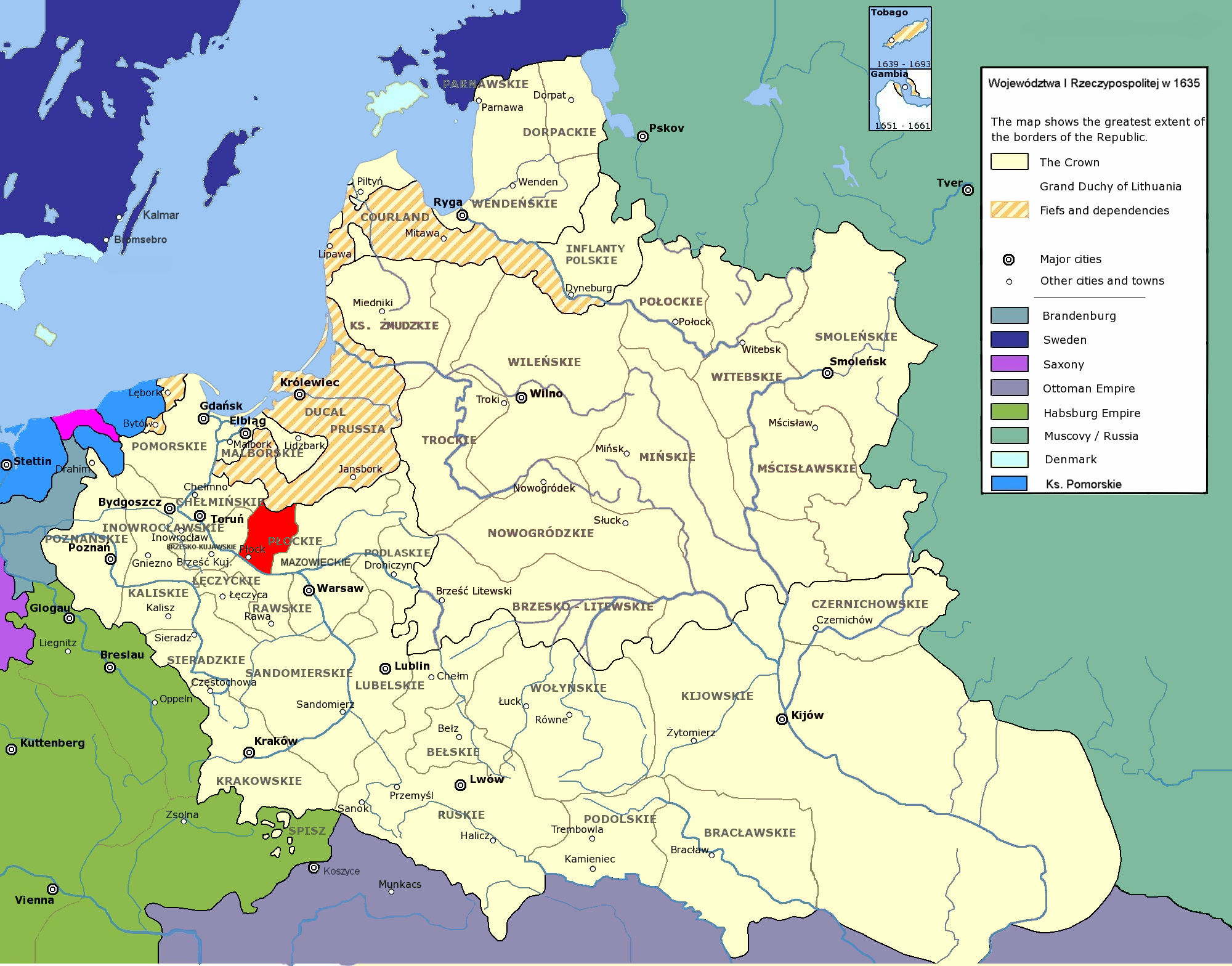
普沃茨克省在波兰立陶宛联邦的位置

普沃茨克省（波蘭語：Województwo Płockie）是一个15世纪建立，1795年瓜分波兰时撤销的波兰王国行政区划和地方政府。和拉瓦省与马索维安省共为马索维亚行省的组成部分。

## 政府部门所在地
省总督（Wojewoda）所在地： 
- 普沃茨克

## 行政区划
| 行政区划       | 波兰语              | 首府       |
| 普沃茨克地区   | ziemia płocka       | 普沃茨克   |
| 维绍格洛德地区 | ziemia wyszogrodzka | 维绍格洛德 |
| 加夫克什地区   | ziemia zawkrzeńska  | 加夫克什   |

## 省总督
- 斯坦尼斯瓦夫·克拉兴斯基（1600年－？）
- 扬·斯坦尼斯瓦夫·卡恩科夫斯基（1617年－1647年）
- 扬·卡兹梅尔兹·克拉兴斯基（1650年－？）
- 扬·多布罗格斯基·克拉兴斯基（1688年－？）

## 临近省份和地区
- 普鲁士公国
- 伊诺弗洛科沃夫省
- 马索维安省
- 拉瓦省
- 布杰斯克-库亚雅省